# Jesús María (Argentina)
Jesús María es una ciudad del centro-norte de la provincia de Córdoba (Argentina), y cabecera del Departamento Colón. Es además la principal zona urbana del departamento, si no se considera la respectiva sección del Gran Córdoba.
Se encuentra ubicada 50 km al norte de la ciudad de Córdoba, vinculada por las rutas Ruta Nacional 9, en la zona de contacto del pedemonte oriental de la Sierra Chica con la Llanura Pampeana, a orillas del río Guanusacate. El clima es caluroso y subhúmedo a seco, con frío intenso ocasional en el invierno[cita requerida].
Jesús María es un lugar que posee raíces muy antiguas y una notable riqueza cultural. Al principio fue un poblado indígena llamado Guanusacate, "agua muerta o bañado", que con los años se fue desarrollando gracias al asentamiento de la orden de los jesuitas.
En la actualidad es el centro financiero y agrícola más importante del norte de la provincia. En sus inmediaciones existen importantes estancias que combinan la labor del campo con el ecoturismo o el turismo de estancia.
Conocida por ser sede del Festival Nacional de la Doma y el Folclore, Jesús María une la historia y la tradición de la estirpe gauchesca con números musicales de prestigio internacional. El visitante puede recorrer sitios de valor arqueológico e histórico y realizar actividades al aire libre por los circuitos de los alrededores.

## Historia
Su origen como población de origen europeo se remonta al s XVII a partir de una Estancia Jesuítica nominada bajo la advocación de Jesús y de la Virgen María. En el tiempo colonial se fue desarrollando no solo como estancia de la Compañía de Jesús, sino como etapa de la carretera llamada Camino Real que comunicaba los puertos del Atlántico con las zonas mineras del Alto Perú.

La Estancia Jesús María fue el segundo núcleo productivo del sistema creado por la Compañía de Jesús. Se construyó a partir de 1618 y se caracterizó por su producción vitivinícola, impulsada por el Padre Pedro de Oñate, quien se la compró a Gaspar de Quevedo, dueño de la Estancia Guanusacate. En la vieja bodega jesuítica se elaboraba el vino "lagrimilla de oro". La estancia incluye la iglesia, la residencia y la bodega, restos de antiguos molinos, perchel y tajamar. Desaparecieron la ranchería y los campos de cultivo y pastoreo. Construida alrededor de un patio central, cerrado en dos costados por un claustro de dos niveles, sobresale la edificación de arcos superpuestos.
La iglesia de nave única abovedada está dispuesta en forma de cruz latina. Frente al presbiterio, se encuentra la cúpula y sobresale en la construcción la espadaña de piedra junto a la sacristía.
En 1775, la Estancia Jesús María, cuyas tierras se ubican en dos departamentos: Totoral y Anejos Norte, son adquiridas por el señor Félix Correa de Larrea quedando, al morir este, para sus herederos hasta que en el año 1863, Pío León compra una gran parte de las mismas, ciudadano paraguayo que desde hace tiempo vive en la región y se casó con una cordobesa, Doña Saturnina Berrotarán. Ya en el año 1860, León se desempeña como autoridad en el departamento Totoral.

### Fundación
En 1868 se construye el ferrocarril de Córdoba a Tucumán, y que pasaba por la zona. Ante este hecho, Pío León decide lotear los terrenos para constituir la villa y para cumplimentar esta idea, encarga los trabajos correspondientes a la misma empresa que construye el ferrocarril: Telfener y CIA.
En septiembre de 1873 el loteo está listo y comienza a venderse de a cuatro lotes por manzana, momento en el que nace una nueva población en terrenos de la estancia Jesús María. Por ordenanza municipal se considera fecha de fundación el 28 de septiembre de 1873, día en el que Pio León eleva al Superior Gobierno de la provincia los planos de la denominada Villa Primera. Veinte meses después es inaugurado el primer tramo del ferrocarril, cuyo recorrido comienza en la Ciudad de Córdoba y culmina en Recreo, Santiago del Estero, con servicios regulares. Esto tiene lugar el 9 de mayo de 1875.En 1892 el Departamento Anejos Norte cambia de nombre por Departamento Colón y se declara Cabecera a Jesús María, dejandosé de llamar Villa Primera.

### Hechos históricos de relevancia
Desde los años 1870 recibió una importante inmigración europea, principalmente de friulanos y piamonteses. Por esta inmigración se potenció la industria alimenticia (fábricas de chacinados, encurtidos, pastas, producción de confituras, alfajores, galletas, vinos y licores).
- En 1871 se traslada desde San Isidro el telégrafo. Comienza a funcionar el hotel Suizo.

- El 15 de marzo de 1878, arriban a la zona los inmigrantes friulanos que se instalan en la Colonia Nacional Caroya, conocida como Casa de Caroya.

- El Gobierno de la provincia crea la Municipalidad en octubre de 1880, con jurisdicción en todo el departamento Anejos Norte. El primer gobierno fue un triunvirato a cargo de los vecinos Pío León (hijo), Antonio Bottazzini y Cástulo Peña.

- La nueva ley de Municipalidades, vigente a partir de 1884, proclama la figura del intendente, los vocales (concejales) y jurisdicción local. El primer intendente fue Pío León (hijo).

- Se abre la primera Escribanía de Registro en el año 1887.

- Se inaugura la plaza Pío León en 1888. (La actual plaza San Martín es quince años más antigua porque nació con el mismo pueblo)

- En 1889 se instala el Registro Civil y en 1892 se crea el colegio del Huerto.

- En agosto de 1946, por iniciativa del senador Antonio Guyón y en sesión presidida por el ingeniero Ramón Asís, Jesús María es declarada nueva ciudad de la Provincia de Córdoba.

Es un destacado centro turístico nacional con proyección internacional debido al Festival Nacional de la Doma y el Folclore, y a haber sido incluidos por la Unesco sus monumentos jesuíticos dentro del patrimonio histórico y cultural de la humanidad.
El 20 de diciembre de 2017 asume Mariana Ispuzua, como la primera mujer intendente municipal.

### Sismicidad
La región posee sismicidad media; y sus últimas expresiones se produjeron:
- 22 de septiembre de 1908 (116 años), a las 17.00 UTC-3, con 6,5 Richter, escala de Mercalli VII; ubicación 30°30′0″S 64°30′0″O / -30.50000, -64.50000; profundidad: 100 km ; produjo daños en Deán Funes, Cruz del Eje y Villa de Soto, provincia de Córdoba, y en el sur de las provincias de Santiago del Estero, La Rioja y Catamarca.

- 16 de enero de 1947 (78 años), a las 2.37 UTC-3, con una magnitud aproximadamente de 5,5 en la escala de Richter (terremoto de Córdoba de 1947)[1]

- 28 de marzo de 1955 (70 años), a las 6.20 UTC-3 con 6,9 Richter: además de la gravedad física del fenómeno se unió el desconocimiento absoluto de la población a estos eventos recurrentes (terremoto de Villa Giardino de 1955)

- 7 de septiembre de 2004 (20 años), a las 8.53 UTC-3 con 4,1 Richter

- 25 de diciembre de 2009 (15 años), a las 21.42 UTC-3 con 4,0 Richter

## Estructura urbana
La ciudad presenta ingresos por los cuatro puntos cardinales: desde el norte por ruta Nacional N.º 9, desde el sur por la misma arteria se llega a la ciudad de Córdoba y a la de Colonia Caroya. Desde el este y oeste por rutas provinciales que la vinculan con poblaciones aledañas, presenta una estructura lineal, derivada del ferrocarril que le dio inicio, pero el crecimiento de su trama es contrario a este desarrollo, por consecuencia de condicionamientos geográficos, como son el río, y el límite con la ciudad de Colonia Caroya. Esta ciudad sirve de límite al sur y el río antes nombrado al norte por lo que la ciudad crece al este y al oeste.
La ciudad, desde 2020 cuenta con la reserva natural Parque del Oeste, además de una gran cantidad de plazas públicas y de arbolado urbano, que le confieren gran calidad ambiental.

## Población
Jesús María cuenta con 36 461 habitantes (Indec, 2022). Sin embargo, constituye una única aglomeración urbana junto a la localidad de Colonia Caroya; entre ambas alcanzaban los 47 770 habitantes, lo cual las posicionaba como la 8.ª población provincial por su magnitud; dicha aglomeración recibe el nombre de Jesús María - Colonia Caroya.
En el censo provincial de 2008 había registrado 30 727 habitantes para la ciudad propiamente dicha y otros 19 272 para Colonia Caroya, por lo que es la 10.ª ciudad y la 6.ª de las áreas urbanas de la provincia.
| Gráfica de evolución demográfica de Jesús María entre 1970 y 2022 |
|                                                                   |
| Fuente: censos nacionales del INDEC                               |

## Economía
Jesús María es la localidad más importante del norte cordobés en relación con las del sur. Es sede de instituciones públicas y privadas, tanto de nivel nacional como provincial. Tal es el caso de INTA, SENASA, Ferrocarril General Belgrano, Vialidad Nacional, Correo Argentino, ANSeS, PAMI, APROSS, Registro Nacional de la Propiedad del Automotor, Cáritas, Rotary Club, delegaciones de distintas asociaciones profesionales y sindicales, entre otras.
También posee delegaciones de la Secretaría de Agricultura, Ganadería y Recursos Renovables de la provincia de Córdoba y del Ministerio de Trabajo de la provincia de Córdoba. En Materia de Justicia funciona el Juzgado de Primera Instancia Civil, Comercial, Conciliación y Familia; y un Juzgado de Instrucción Menores y Faltas.
La realización del Festival Nacional Nocturno de Doma y Folklore, es la principal atracción turística, el mismo se desarrolla durante el mes de enero.
La principal actividad económica es la agricultura, ya que el sector primario posee una importancia fundamental para la economía local, no solo por los fondos directos que genera sino también por los efectos multiplicadores que produce sobre otros sectores de la actividad económica.
Los principales productos son los granos de soja y maíz. Otros cultivos de importancia son el sorgo granífero y pasturas perennes. La ganadería también ocupa un lugar destacado dentro de la economía de Jesús María y su zona de influencia, vinculando al sector primario con la industria, la cual se encuentra representada en la zona por la empresa COL-CAR S.A, uno de los mayores frigoríficos de la provincia radicado en la ciudad de Colonia Caroya.
En materia industrial existen en la localidad una importante planta de producción de chocolates, de la empresa Arcor, una fábrica de jabones (José Guma S.A.) y un número importante de locales de elaboración de Productos de Panadería y Confitería, Fiambres y Embutidos, Vinos, y Bebidas no alcohólicas y Gaseosas.
En materia comercial, cabe destacar que en Jesús María se encuentran registrados 1.081 comercios, los cuales mayormente se dedican a la venta de alimentos y comestibles, quioscos, y bares. También es importante el número de comercios vinculados con la comercialización de automóviles, sus accesorios y repuestos. Debido a que la actividad económica regional se concentra en el sector agropecuario, es importante el número de comercios orientados a este rubro.

## Festival Nacional e Internacional de la Doma y Folclore de Jesús María
El Festival Nacional e Internacional de la Doma y Folklore de Jesús María es uno de los más importantes festivales de música folclórica de Argentina y el más renombrado evento de jineteada de caballos en el país. Se realiza en la ciudad de Jesús María, ubicada 50 km al norte de la capital provincial de Córdoba, en el Anfiteatro José Hernández, que cuenta con un escenario(Martín Fierro) y un campo de jineteada gaucha.
El festival se viene desarrollando ininterrumpidamente desde el año 1966 en la primera mitad de enero, a lo largo de diez noches, combinando la destreza de la jineteada y exhibición de habilidades gauchas, la música folclórica y popular y la degustación de los platos típicos de la cocina criolla.
Es un festival multitudinario que sirve de atractivo turístico a la localidad, al que asistieron en 2007 más de 400.000 personas, entre los que concurren al anfiteatro y los que visitan las peñas y la feria de artesanías.

## Educación
Existen en la localidad 9 escuelas de nivel primario:
1. Esc. Ortiz de Ocampo
2. Esc. Dr. José Manuel Estrada
3. Esc. Primer Teniente Morandini
4. Esc. Dr. Francisco Narciso de Laprida
5. Esc. Gendarmería Nacional
6. Esc. Pedro Giachino
7. Esc. Nuestra Sra. del Huerto (gestión pública y administración privada)
8. Esc. Nuestra Sra. del Rosario del Milagro (gestión pública y administración privada

Existen 7 escuelas secundarias:
1. IPETyM 69 Juana Manso de Noronha (Instituto Provincial de Enseñanza Técnica Y Media)
2. IPEM 361 (Ex-IPEM 69 "ANEXO")
3. IPEM 272 Domingo Faustino Sarmiento
4. IPEM 294 Jesús María
5. Instituto Priv. Nuestra Sra. del Huerto (gestión pública y administración privada)
6. Instituto Nuestra Sra. del Rosario del Milagro (gestión pública y administración privada)

Otros:
El colegio General María Paz (primario para adultos)
C.E.N.M.A. Jesus María (secundario para adultos)
Instituto Superior Zarela Moyano de Toledo (donde se dictan carreras tales como profesorado de educación inicial, el profesorado de educación primaria, el Profesorado de educación secundaria en Matemática y la Tecnicatura Superior en Gestión y Administración de las Organizaciones).

## Salud
En Jesús María la oferta pública está integrada por un efector público de segundo nivel, dependiente de la provincia, el hospital Vicente Agüero, que es uno de los más importantes del norte cordobés. También cuenta con cinco dispensarios municipales de primer nivel de atención de la salud, distribuidos en distintos barrios del municipio. Asimismo, existen numerosas clínicas privadas y consultorios privados de profesionales de la salud.

## Transporte e Infraestructura
Ferrocarril
Jesús María posee una estación de ferrocarril que actualmente no presta servicios de pasajeros, solo de cargas. Sus vías corresponden al Ramal CC del Ferrocarril General Belgrano. Sus vías e instalaciones están a cargo de la empresa estatal Trenes Argentinos Cargas.

#### Transporte Urbano
Jesús María posee 6 líneas, 4 dentro de la ciudad y 2 que salen a sus vecinas localidades de Sinsacate y Colonia Caroya. Empresas de ERSA, COLONIA TIROLESA SRL, FONO BUS realizan el servicio Local Jesús María - Colonia Caroya junto con la Empresa Jesús María con el costo de $180. 
Transporte Interurbano salen a localidades del Norte/Noroeste(20 Localidas), Sierras Chicas, Colonia Tirolesa, Córdoba Capital. 
Empresas que operan el Transporte Interurbano En JESUS MARIA.
-GRUPO FAM
-EL MILAGRO
-SIERRAS DE CALAMUCHITA SRL
-DEAN FUNES SRL
-COLONIA TIROLESA SRL
-FONO BUS
-ERSA
-INTERCORDOBA
En Larga Distancia salen a Tucumán, Catamarca, La Rioja, Santiago del Estero, Tucumán, Salta, Jujuy.